# زبان کوهستان

جلد اولین چاپ در انگلستان

زبان کوهستان نام نمایشنامه‌ای از هارولد پینتر نویسنده بریتانیایی است که در سال ۱۹۸۸ نوشته شده‌است.
طبق نامه ای از پینتر به روزنامه تایمز، جایی که برای اولین بار این اثر در آن چاپ شد، این نمایش «از سفر [پینتر] به ترکیه با همراهی آرتور میلر الهام گرفته شده‌است» و «برداشتی در مورد شکنجه و سرنوشت مردم کرد زبان است.»
هنگامی که زبان کوهستان در ۲۰ اکتبر ۱۹۸۸ در تئاتر ملی لندن افتتاح شد، تماشاگران از نگاه تیزبینانه نمایش به ماشینیزم و تأثیرات توتالیتاریسم شوکه شدند.
این نمایشنامه کوتاه چندین بار توسط مترجمانی چون رضا سرور و سام ایزدی به فارسی ترجمه شده‌است.

### شخصیت‌ها
این نمایش شامل چهار شخصیت اصلی است:
- سارا جانسون(زن جوان)
- چارلی جانسون(شوهر سارا که کیسه ای روی سرش است)
- زن سالخورد
- پسر زن سالخورده(زندانی بدون نام).
این شخصیت‌ها کاملاً در تضاد با افسر، گروهبان و نگهبانان زندانی است که مرد کلاه‌دار و زندانی در آن اسیر هستند.